# 엠바강

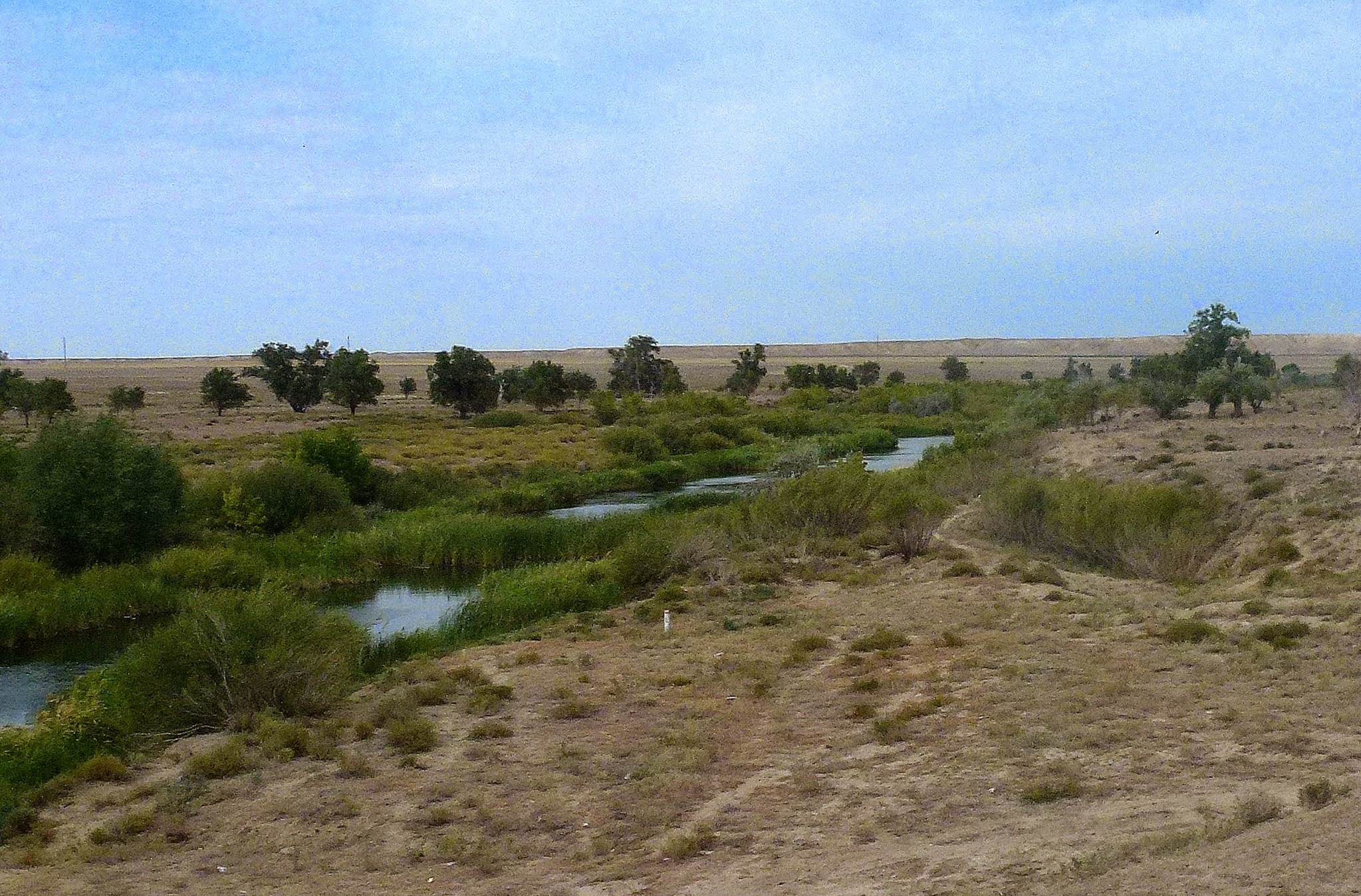

엠바강(카자흐어: Ембі, Жем, 러시아어: Эмба)은 카자흐스탄 무고자르 언덕에서 비롯하여 약 640km 남서쪽 카스피해로 흐른다. 엠바강은 우스티우르트고원의 북쪽을 통하여 흘러서, 18세기에 항해 할 수 있었던 얕은 석호 앞을 지나 카스피해에 도달한다. 낮은 경로는 소금 돔 지역과 석유가 풍부한 엠바 벌판을 가로지른다. 아시아와 유럽 사이 경계로서 몇몇 전문가들에 의해 고찰되며 최초로 필립 요한 폰 스트라렌베르크에 의해 제안되었다.